# Шаргин, Юрий Георгиевич
Ю́рий Гео́ргиевич Шарги́н (род. 20 марта 1960, Энгельс, Саратовская область) — российский лётчик-космонавт, Герой Российской Федерации, полковник запаса.

## Биография
В 1982 году окончил Военный инженерный Краснознамённый институт имени А. Ф. Можайского с дипломом «инженер-механик» по специальности «космические аппараты».
С 1982 по 1986 год проходил службу в качестве инженера и старшего инженера отделения в стартовой команде на 31-й площадке космодрома Байконур.
С января 1987 — помощник ведущего инженера, с апреля 1993 — ведущий инженер, с августа 1994 — начальник группы представительства Заказчика при РКК «Энергия» им. С. П. Королева.
В феврале 1996 года решением Государственной межведомственной комиссии (ГМВК) отобран в качестве кандидата в космонавты от военно-космических сил (ВКС) РФ.
В 1991—1995 годах заочно учился в Военной академии им. Ф. Э. Дзержинского по специальности «инженер-экономист».
В мае 1996 года назначен на должность кандидата в космонавты-испытатели Главного центра испытаний и управления (ГЦИУ) ВКС.
С июня 1996 по март 1998 года прошёл курс общекосмической подготовки, после чего назначен на должность космонавта-испытателя ГЦИУ РВСН.
20 марта 1998 года — решением Межведомственной квалификационной комиссии присвоена квалификация «космонавт-испытатель» (бортинженер).
2 сентября 1998 года приказом МО РФ переведен в отряд космонавтов РГНИИ ЦПК им. Ю. А. Гагарина на должность космонавта-испытателя (бортинженера).
24 февраля 1998 года — решением ГМВК назначен космонавтом-исследователем в дублирующий экипаж 26-й основной экспедиции (ЭО-26) на ОК «Мир», но к подготовке не приступал, так как 12 мая 1998 года по состоянию здоровья заменён в экипаже Олегом Котовым.
С октября 1998 года — подготовка к полётам в составе группы по программе МКС.
С 14 по 24 октября 2004 года совершил космический полёт в качестве бортинженера основного экипажа корабля «Союз ТМА-5» по программе 7-й экспедиции посещения Международной космической станции.
Статистика
| # | Стартовый корабль | Старт, UTC        | Экспедиция        | Корабль посадки | Посадка, UTC      | Налёт                    | Выходы в открытый космос | Время в открытом космосе |
| - | ----------------- | ----------------- | ----------------- | --------------- | ----------------- | ------------------------ | ------------------------ | ------------------------ |
| 1 | Союз ТМА-5        | 14.10.2004, 03:06 | Союз ТМА-5, МКС-7 | Союз ТМА-4      | 24.10.2004, 00:35 | 09 суток 21 час 29 минут | 0                        | 0                        |
|   |                   |                   |                   |                 |                   | 09 суток 21 час 29 минут | 0                        | 0                        |

Приказом Министра обороны № 520 от 6 мая 2010 г. лётчик-космонавт Юрий Георгиевич Шаргин был уволен в запас из Вооружённых сил РФ и освобождён от должности заместителя начальника по научно-исследовательской работе Главного испытательного центра испытаний и управления космическими средствами (ГИЦИУ КС) имени Г. С. Титова.
В ноябре 2012 года назначен на должность Заместителя начальника Управления пилотируемых программ Федерального космического агентства.

## Воинские звания
- лейтенант (25.06.1982).
- старший лейтенант (29.06.1984).
- капитан (30.06.1987).
- майор (29.06.1990).
- подполковник (14.10.1994).
- полковник (15.10.2004).

## Награды

Портрет Ю.Г. Шаргина, Парк покорителей космоса им. Юрия Гагарина

- звание «Герой Российской Федерации» (26 февраля 2005 года);
- звание «Лётчик-космонавт Российской Федерации» (26 февраля 2005 года);
- орден Почёта;
- медаль «За заслуги в освоении космоса» (12 апреля 2011 года) — за большие заслуги в области исследования, освоения и использования космического пространства, многолетнюю добросовестную работу, активную общественную деятельность[3];
- медаль «70 лет Вооружённых Сил СССР» (1988 год);
- медаль «За воинскую доблесть» I степени;
- медали «За отличие в военной службе» I и II степеней;
- медаль «За безупречную службу» III степени;
- медаль «200 лет Министерству обороны»;
- медаль «За службу в Космических войсках»;
- знак отличия Космических войск «За заслуги»;
- памятный знак «50 лет космической эры»;
- медаль «В память о 50-летии Байконура» (Байконур (город)|Байконур);
- медаль «50 лет стартовой команды» (32 ОИИЧ);
- звание «Почётный гражданин города Энгельса».

## Признание заслуг
- Барельеф-портрет Ю.Г. Шаргина установлен в Парке покорителей космоса им. Юрия Гагарина, открытом 9 апреля 2021 года в Энгельсском районе Саратовской области.